# SU-14
SU-14 là tên một mẫu pháo tự hành hạng nặng được lắp ráp trên khung tăng T-35 của quân đội Xô-Viết.Biến thể SU-14-I (được thiết kế vào năm 1936) được trang bị một khẩu pháo hải quân 152.4 mm B-10 có thể bắn loại đạn công phá nặng đến 43.5 kg với tầm bắn hơn 20 km. Lớp giáp bọc của mặt trước của nó là 50 mm và mặt sườn là 30 mm.

## Gallery

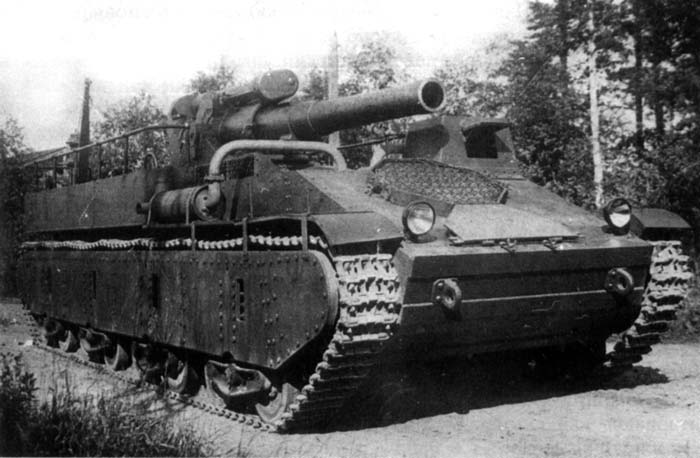
SU-14 before the firing test, 1934
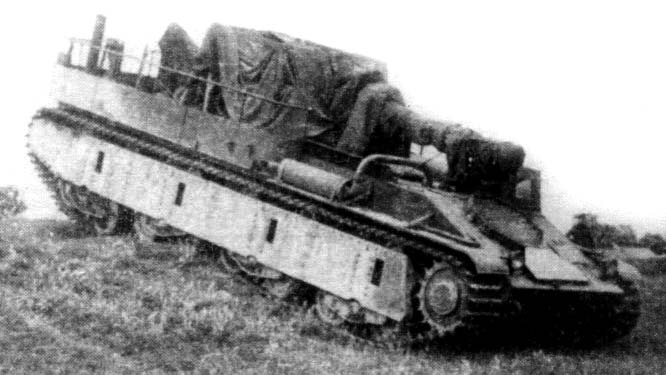
SU-14 with gun covered, in trial for navigation, 1934
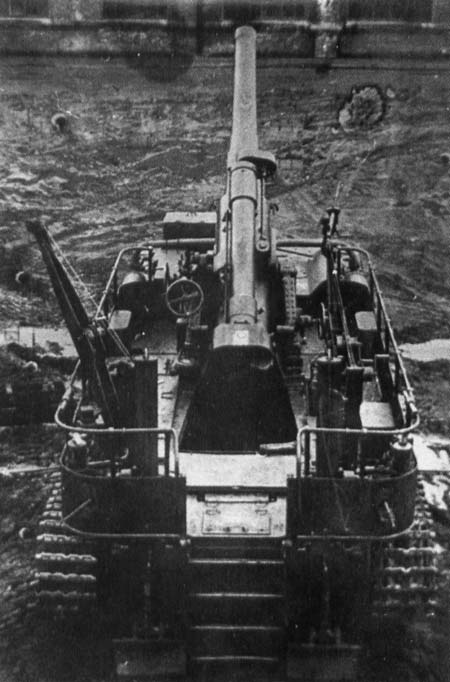
SU-14 in the courtyard of the factory No 185, 1934
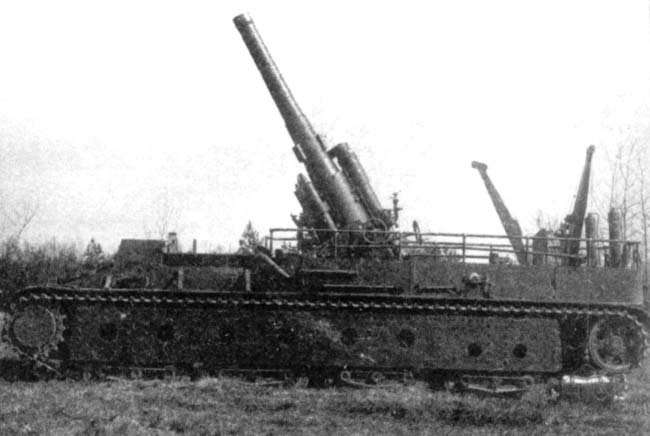
Prototype of SU-14-1 in trial, 1936
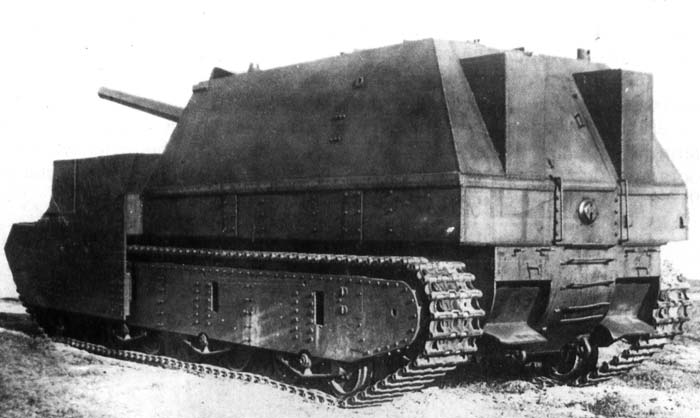
Enhanced armoured SU-14-Br-2 in trial at Kubinka, 1940
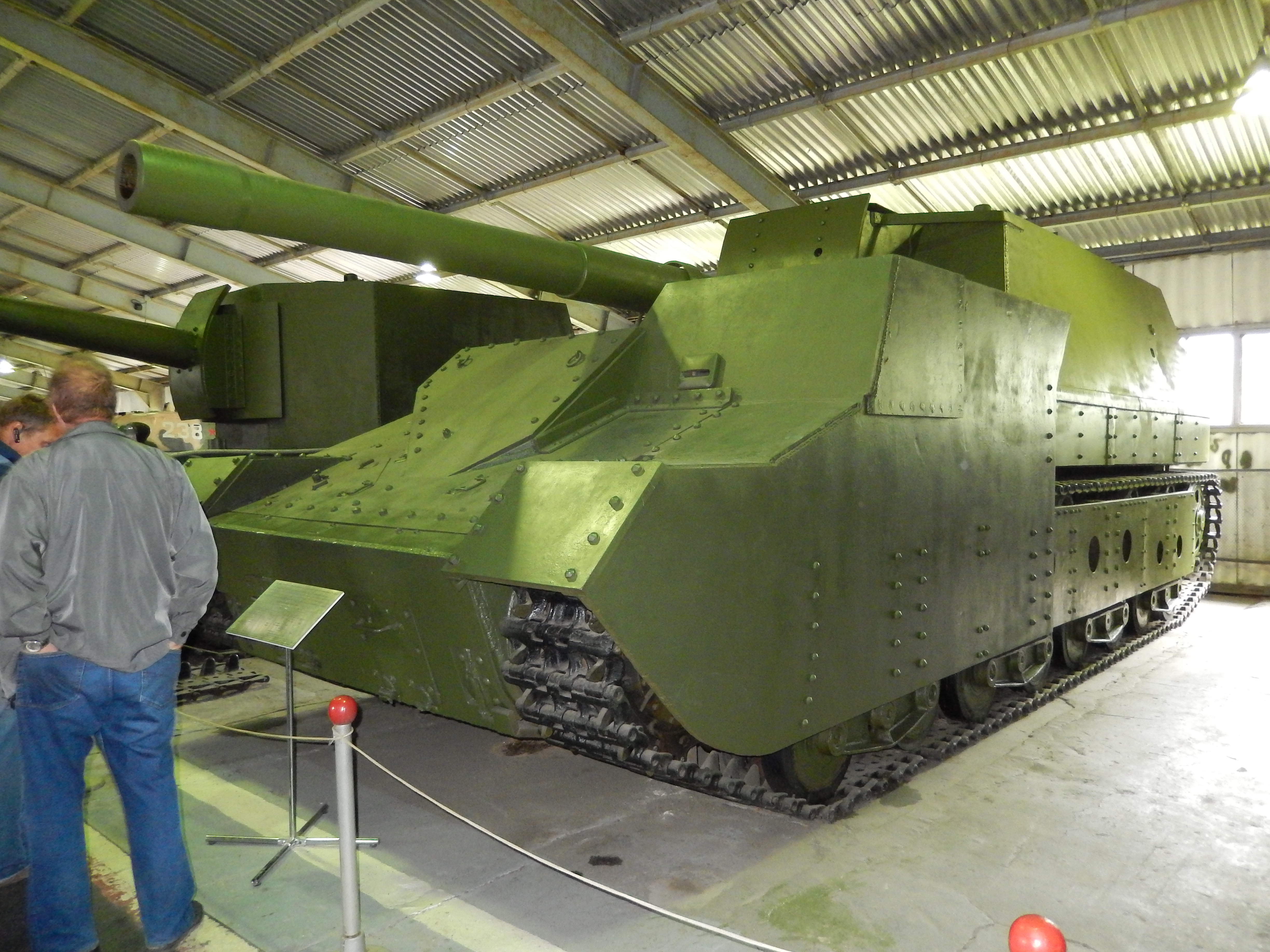
Self-propelled gun SU-14-2 armored museum in Kubinka 01
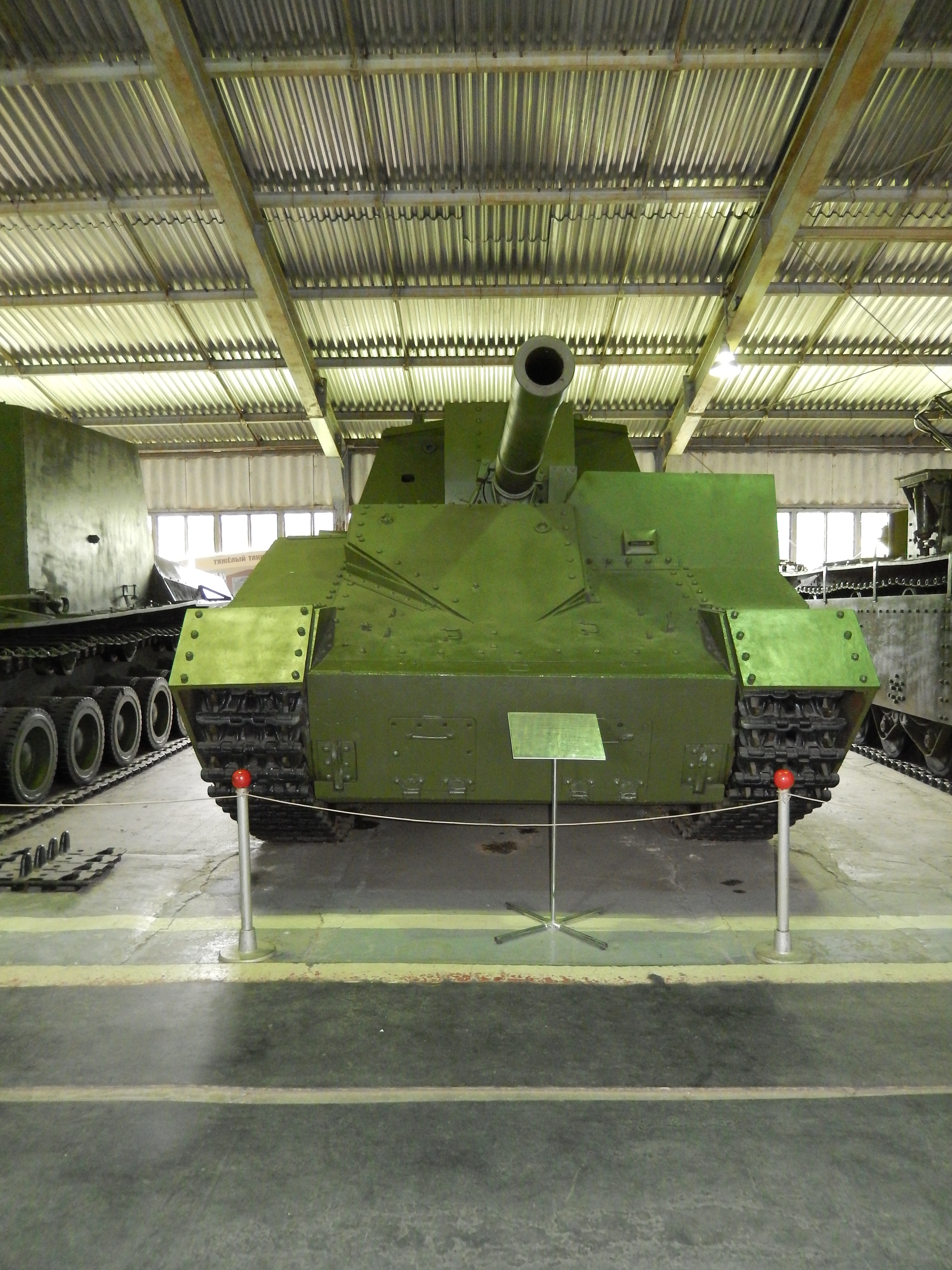
Self-propelled gun SU-14-2 armored museum in Kubinka 02
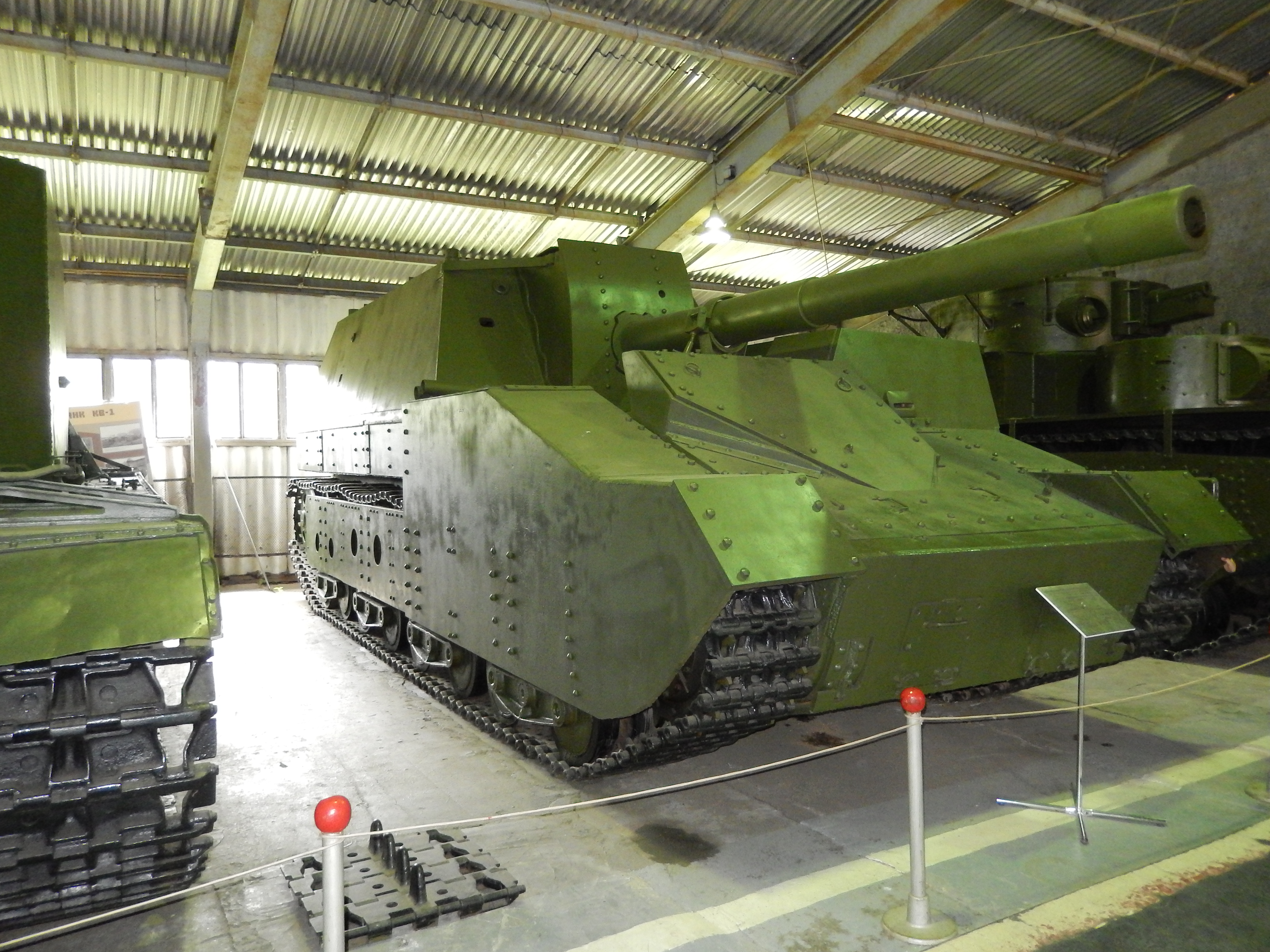
Self-propelled gun SU-14-2 armored museum in Kubinka 03